# Wasyl Chymyneć
Wasyl Wasylowycz Chymyneć (ukr. Василь Васильович Химинець, ur. 13 stycznia 1970) – ukraiński dyplomata, który od 2021 roku służy na stanowisku ambasadora w Austrii.
Ukończył studia z zakresu języka i literatury niemieckiej, ekonomii, polityki zagranicznej i historii. Od 1997 roku pracuje w dyplomacji ukraińskiej, pracował w ambasadzie w Austrii (1997-2001) i ambasadzie w Niemczech (2003-2007 oraz 2009-2015), był także dyrektorem departamentu w Ministerstwie Spraw Zagranicznych Ukrainy.